# 道格拉斯·瑟克
道格拉斯·瑟克（英語：Douglas Sirk；本名Hans Detlef Sierck，1897年4月26日—1987年1月14日）德国电影导演，主要以在1950年代好莱坞所拍的通俗喜劇情節劇而知名。

## 生平
瑟克出生於漢堡市，在丹麥渡過童年，青少年時期回到德國，1922年開始投身電影工作。1937年時由於政治立場及猶太妻子的關係被迫離開德國，隨後移居美國並更改姓名繼續於好萊塢從事電影工作。
1987年逝世於瑞士。
主要作品有《深鎖春光一院愁》（All That Heaven Allows）、《春風秋雨》（Imitation of Life）、《無情戰地有情天》（A Time to Love and a Time to Die）、《天老地荒不了情》（Magnificent Obsession）等。瑟克在当时并未得到美国评论界的重视，但后来被莱纳·法斯宾德等重新发现，对欧洲作者电影有很大影响。

## 作品
- 1935年：
  - 《愚人節！》（April, April!）
  - 《克羅夫特沼澤的女孩（德语：Das Mädchen vom Moorhof (1935)）》（Das Mädchen vom Moorhof）
  - 《社會棟樑》（Stützen der Gesellschaft）
- 1936年：
  - 《最後交響曲（德语：Schlußakkord (1936)）》（Schlußakkord）
  - 《宮廷音樂會》（Das Hofkonzert）
- 1937年：
  - 《水手的情人（英语：Darling of the Sailors）》（Liebling der Matrosen）
  - 《登陸新灘頭》（Zu neuen Ufern）
  - 《哈巴涅拉》（La Habanera）
- 1938年：《最後的和弦（法语：Accord final）》（Accord Final；未掛名）
- 1939年：《小無賴（荷兰语：Boefje (film)）》（Boefje）
- 1943年：《希特勒的瘋子》（Hitler's Madman）
- 1944年：《夏日風暴（英语：Summer Storm (1944 film)）》（Summer Storm）
- 1946年：
  - 《花都緋聞》（A Scandal in Paris）
  - 《陌生女人》（The Strange Woman；序幕執導，未掛名）
- 1947年：《香餌釣今鰲》（Lured）
- 1948年：《海棠春睡》（Sleep, My Love）
- 1949年：
  - 《法國小調》（Slightly French）
  - 《防震》（Shockproof）
- 1950年：《秘密潛艇（英语：Mystery Submarine (1950 film)）》（Mystery Submarine）
- 1951年：
  - 《與父親共度週末》（Week-End with Father）
  - 《第一軍團》（The First Legion）
  - 《東山再起》（The Lady Pays Off）
  - 《野寺情鴛》（Thunder on the Hill）
- 1952年：
  - 《新郎沒有房間》（No Room for the Groom）
  - 《懷春乳燕（英语：Has Anybody Seen My Gal? (film)）》（Has Anybody Seen My Gal?）
  - 《海宮豔盜》（Against All Flags；與喬治·謝爾曼（英语：George Sherman）聯合執導）
- 1953年：
  - 《集市上相見》（Meet Me at the Fair）
  - 《帶我進城》（Take Me to Town）
  - 《吾之慾》（All I Desire）
- 1954年：
  - 《酋長之子塔贊》（Taza, Son of Cochise）
  - 《天老地荒不了情（英语：Magnificent Obsession (1954 film)）》（Magnificent Obsession）
  - 《異教徒的標誌》（Sign of the Pagan）
- 1955年：
  - 《愛爾蘭英雄傳》（Captain Lightfoot）
  - 《斷腸弦歌（英语：There's Always Tomorrow (1956 film)）》（There's Always Tomorrow）
  - 《深鎖春光一院愁》（All That Heaven Allows）
- 1956年：
  - 《永不言別（英语：Never Say Goodbye (1956 film)）》（Never Say Goodbye；未掛名）
  - 《苦雨戀春風》（Written on the Wind）
- 1957年：
  - 《沙場壯士赤子心（英语：Battle Hymn (film)）》（Battle Hymn）
  - 《間奏（英语：Interlude (1957 film)）》（Interlude）
  - 《碧海青天夜夜心》（The Tarnished Angels）
- 1958年：《無情戰地有情天》（A Time to Love and a Time to Die）
- 1959年：《春風秋雨（英语：Imitation of Life (1959 film)）》（Imitation of Life）

## 外部連結
- Douglas Sirk在互联网电影资料库（IMDb）上的資料（英文）
- Douglas Sirk Bibliography (via UC Berkeley) （页面存档备份，存于）
- "Douglas Sirk" （页面存档备份，存于）, Dartmouth College course, "Exiles and Émigrés"
- Bright Lights Film Journal special on Sirk[永久]
- Senses of Cinema: Great Directors Critical Database （页面存档备份，存于）
- The Films of Douglas Sirk: The Epistemologist of Despair （页面存档备份，存于）, by Fred Camper